# Інженерні війська Російської Федерації
Інженерні війська Російської Федерації — рід військ і військово-адміністративний корпус Сухопутних військ Збройних сил Російської Федерації, призначений для виконання військово-інженерних операцій (бойових дій), що потребують спеціальної підготовки особового складу та застосування засобів інженерного обладнання, а також для ураження противника шляхом застосування інженерних боєприпасів.

## Історія

### Російська імперія
Одними з перших інженерних підрозділів, створених у Російській імперії, були Посошні люди — збірна назва новобранців Імператорської російської армії, яких призивали на військову службу з кожної сотенної одиниці. Наприкінці XVII століття під патронатом Петра І були проведені перші інженерні навчання. Днем заснування інженерних військ вважається 21 січня 1701 року, коли була відкрита Школа Пушкарського приказу. Перші інженерні школи були створені на початку XVIII століття. Термін навчання в цих школах становив від 5 до 12 років. Імператорські інженерні війська вперше взяли участь у Полтавській битві, французько-російській війні 1812 року, Кримській війні 1853—1856 років та Першій світовій війні.

### СРСР
Після Лютневої революції та Жовтневого перевороту 1917 року новостворені Червона Армія та Радянський Військово-морський флот включили до своєї структури саперні підрозділи колишньої Імператорської Російської армії та флоту. До 1919 року були сформовані понтонний та електричний батальйони, а також бригада мінно-вибухових робіт, що були сформовані під час Громадянської війни.
Під час Другої світової війни діяло десять саперних армій, пізніше реорганізованих у бригади. З середини 1940-х до 1970-х років інженерно-саперні роти входили до складу полків, дивізій та загальновійськових армій Радянської Армії.
Через прорахунки у плануванні Міністерства оборони Радянського Союзу, під час радянсько-афганської війни в Афганістані виникла нестача інженерних підрозділів. У 1986 році інженерні війська брали участь у ліквідації біологічних наслідків аварії на Чорнобильській АЕС. Після розпаду СРСР наприкінці 1991 року інженерні війська були розформовані, а їхні складові частини поглинула Росія, а також новостворені збройні сили таких країн, як Україна, Білорусь, Казахстан та Вірменія.

### Сучасність
Офіційне свято інженерних військ було встановлено указом президента Бориса Єльцина 18 вересня 1996 року. Наказом міністра оборони від 23 вересня 1996 року було встановлено відзначати День інженерних військ щорічно 21 січня.

## Задачі
Під час підготовки та ведення загальновійськових операцій (бойових дій) інженерні війська виконують, серед іншого, такі завдання:
- інженерна розвідка противника, місцевості та об'єктів;
- будівництво (облаштування) фортифікаційних споруд (окопів, ровів і ходів сполучення, укриттів, бліндажів тощо) та організація польового розміщення військ (житлового, матеріально-технічного, медичного);
- організація інженерних загороджень, у тому числі встановлення мінних полів, проведення вибухових робіт, організація невибухових загороджень (протитанкових ровів, укосів, контр-укосів, кілків тощо);
- розмінування місцевості та об'єктів;
- підготовка та утримання маршрутів руху військ;
- створення та утримання переправ через водні перешкоди, включаючи наведення мостів;
- видобуток та очищення води на полі бою.

Крім того, вони беруть участь у протидії системам розвідки та самонаведення зброї противника (маскування), імітації військ та об'єктів, наданні дезінформації та демонстративних діях з метою введення противника в оману, а також для ліквідації або зменшення впливу ворожої зброї масового ураження.
У мирний час інженерні війська виконують низку важливих і соціально значущих завдань: очищають території від вибухонебезпечних предметів, беруть участь у реагуванні та ліквідації наслідків техногенних аварій і катастроф, стихійних лих, запобігають руйнуванню мостів і гідротехнічних споруд під час льодоходу тощо. Подальший розвиток інженерних військ здійснюється шляхом оснащення їх якісно новими, високоефективними, універсальними засобами інженерного обладнання, побудованими на основі уніфікованих елементів, блоків і модулів, з одночасним зменшенням номенклатури однотипних зразків за призначенням.

## Структура
До складу інженерних військ входять з'єднання, частини та підрозділи різного призначення: інженерно-розвідувальні, інженерно-польові, інженерно-загороджувальні, інженерно-саперні, інженерно-штурмові, понтонно-мостові, інженерно-переправні, інженерно-маскувальні, інженерно-технічні, польового водопостачання тощо.

## Командування
- 1992—1999 — генерал-полковник Кузнєцов Володимир Павлович;
- 1999—2008 — генерал-полковник Сердцев Микола Іванович;
- 2008—2009 — генерал-лейтенант Балховітін Юрій Петрович;
- 2009—2010 — полковник Прокопчик Володимир Михайлович (тимчасово виконуючий обов'язки);
- з 2010 — генерал-лейтенант Ставицький Юрій Михайлович.